# Claude de Jouffroy d'Abbans

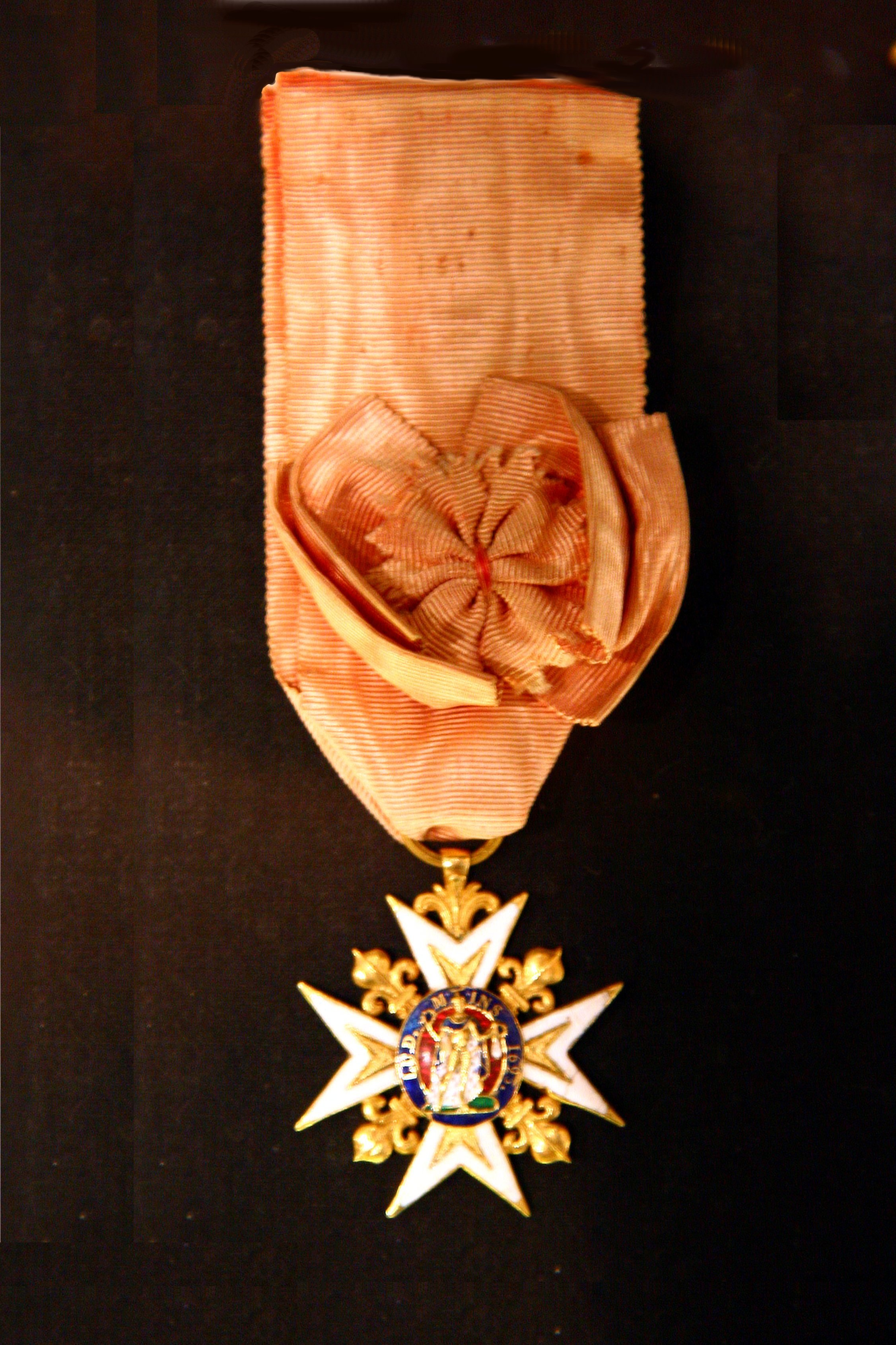
Ordre Royal et Militaire de Saint-Louis, chevallier

Animatie tandheugel met pallen, Jouffroy

Claude-François-Dorothée, markies de Jouffroy d'Abbans (Roches-Bettaincourt, 30 september 1751 – Parijs, 18 juli 1832) was een Franse ingenieur en de uitvinder van de eerste stoomboot.

## Levensloop
Claude-Francois werd geboren als enig kind van de militair Claude Jean Eugène de Jouffroy d'Abbans marquis de Jouffroy-d'Abbans, Châtel, Bois, Palatine et autres lieux (Besançon, 5 juni 1715 – Abbans-Dessous, 1 januari 1796) en Jeanne Henriette de Pons de Rennepon dame de la Croix-Étoilée (Orde van het Sterrenkruis) de l'Empire (Moyeuvre-Grande, 30 november 1717 – Besançon, 23 augustus 1731).
De jonge Claude had grote belangstelling voor wetenschap en mechanica, maar zijn vader had via zijn testament hem bestemd om militair te worden. Op dertienjarige leeftijd werd hij de schildknaap van Marie Antoinette van Oostenrijk, de echtgenote van Lodewijk XVI en enkele jaar daarna trad hij toe tot de cavalerie van het Bourbon-regiment als tweede luitenant.
Na een ruzie met zijn kolonel, Charles Philippe, graaf van Artois (de latere koning Karel X van Frankrijk), werd hij overgeplaatst naar Île Sainte-Marguerite. Hij bleef daar twee jaar en hervatte zijn wetenschappelijke studies en richtte een kleine werkplaats in. Daar vervaardigde hij experimentele modellen om de nauwkeurigheid van zijn onderzoek te controleren. Geregeld zag hij de galeien van de koning en de zware arbeid die werd verricht door de roeiers, wellicht bracht hem dat op het idee om een mechanisch aangedreven schip te ontwerpen.
Nadat hij was vrijgelaten werkte hij vanaf 1773 enkele jaren samen met de gebroeders Périer die een door stoom aangedreven pomp hadden ontwikkeld (Chaillot stoompomp). Zij trachten een door een stoommachine aangedreven boot op de Seine te laten varen maar door het slechte ontwerp en instabiliteit liep het schip tegen de pijlers van de Pont Neuf en zonk.
Claude de Jouffroy vestigde zich daarna in Baume-les-Dames waar hij samen met Pourchat, een ketelmaker, een door stoom aangedreven schip ging bouwen. De eerste poging op de rivier de Doubs met de Palmipède (eendvogel), een boot van dertien meter lang en uitgerust met een Newcomen-stoommachine die roeispanen aandreef, voorzien van roterende, scharnierende kleppen.Het ontwerp van de roeispanen was gebaseerd op de zwemvliezen van watervogels.Helaas bleek de voorstuwing onvoldoende maar het scheepje voer toch met een snelheid van 4 km/h over het traag stromende water van het riviertje.
Op 10 mei 1783 trouwde hij met Marie-Magdeleine de Pingon de Vallier in Écully-lès-Lyon. Het echtpaar zou vier zonen krijgen.
Jouffroy werkte onverdroten verder en ontwierp een stoommachine met dubbelwerkende zuiger en een schoepenrad voor de aandrijving. De boot van de Périers was voorzien van een Engelse stoommachine met een enkelvoudige cilinder en vliegwiel, de boot was instabiel door de wisselende middelpuntvliedende kracht van het vliegwiel dat niet centraal stond opgesteld. Jouffroy begreep door zijn kennis van de scheepsbouwkunde het gebrek daarom koos hij niet voor een krukas met vliegwiel maar een dubbel tandheugel met scharnienierende pallen.
Met behulp van een sponsor uit Lyon, bouwde hij de Pyroscaphe, het schip was 46 meter lang, 4 meter breed met een waterverplaatsing van 150 ton. Het schip voer in vijftien minuten tussen de kathedraal Saint-Jean naar Île-Barbe, een afstand van ongeveer zes kilometer. Hoewel duizenden getuigen op 15 juli 1783 de vaart op de Saône hadden toegejuigd werd hem, door de Académie des sciences, verboden zijn uitvinding in Parijs te gebruiken. De gebroeders Périer waren intussen in Parijs gevestigd als invloedrijke industriëlen, de "Compagnie des eaux de Paris" voorzag Parijs van huishoudwater en bluswater. Op hun advies werd de concessie voor de ontwikkeling van stoomboten op de Seine aan hen verleend. Jouffroy liet de demonstratie wel door een notaris (Devilliers et Barond, Lyon) vastleggen.
Na deze teleurstelling vertrok hij naar Engeland en ontmoette daar Robert Fulton, na de Franse Revolutie keerde hij terug naar Frankrijk. In 1816 kreeg hij toestemming om een bedrijf op te richten voor de bouw van stoomboten op de Seine in Parijs. De graaf van Artois stond hem toe zijn naam te geven van "Charles PhiLippe" aan de stoomboot die op 20 augustus in de Seine te water werd gelaten.
Verarmd trok hij zich op 15 januari 1831 terug in het Hôtel des Invalides en stierf daar  gedurende de epidemie van 1832 aan cholera.
Zijn claim over het uitvinderschap werd erkend door Arago (Laboratoire Arago, tegenwoordig: Observatoire océanologique de Banyuls-sur-Mer) en in 1840 door de Académie des sciences.
In 1816 publiceerde Jouffroy zijn publicatie "Des bateaux à vapeur" en schreef voor de academie "Mémoires sur les pompes à feu". De publicatie "Des bateaux à vapeur" werd in 1842 door zijn zoon Achille, aangevuld met vele van zijn eigen uitvindingen, uitgegeven als boek.

## Afbeeldingen

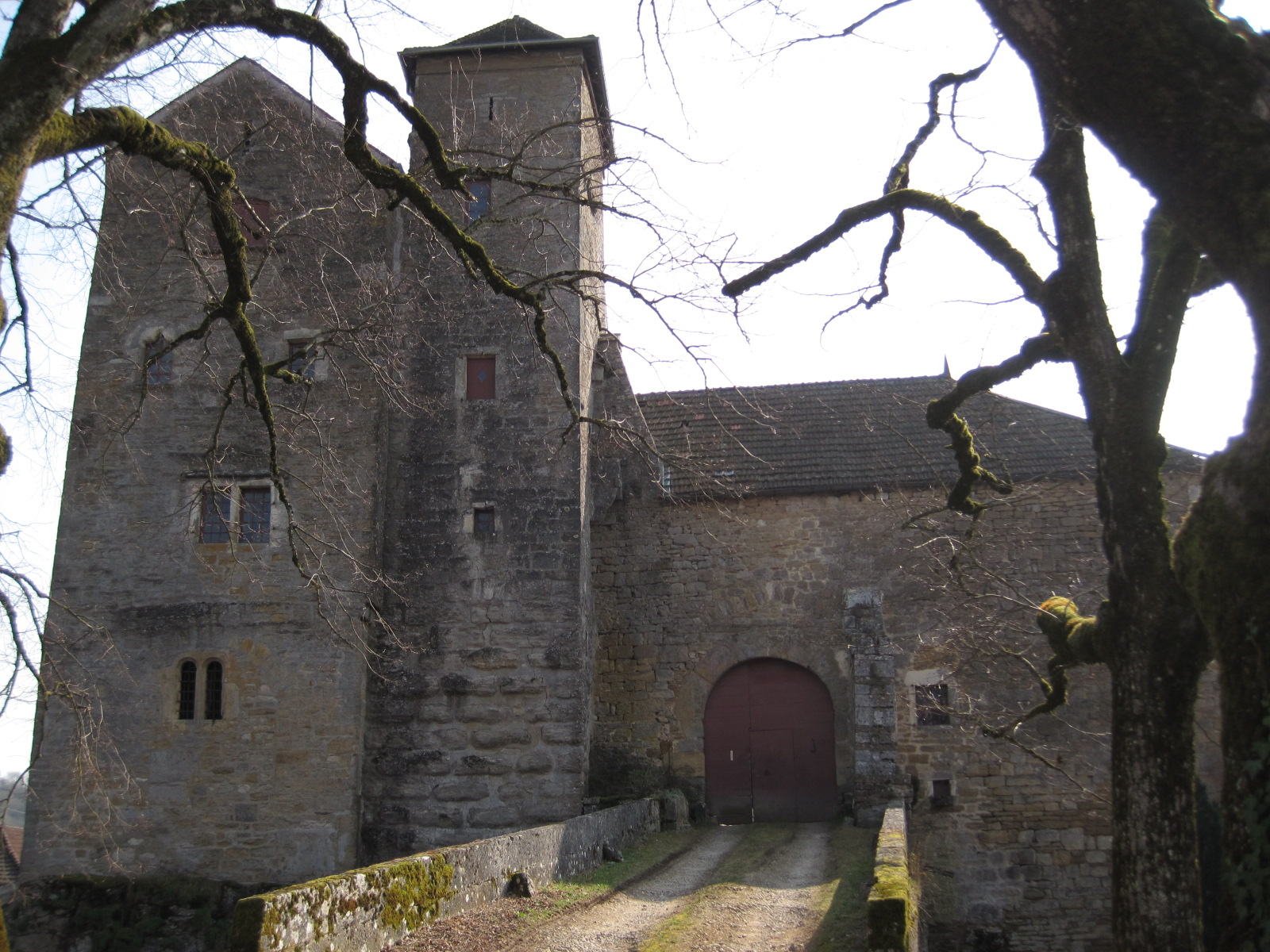
Château d'Abbans-Dessus
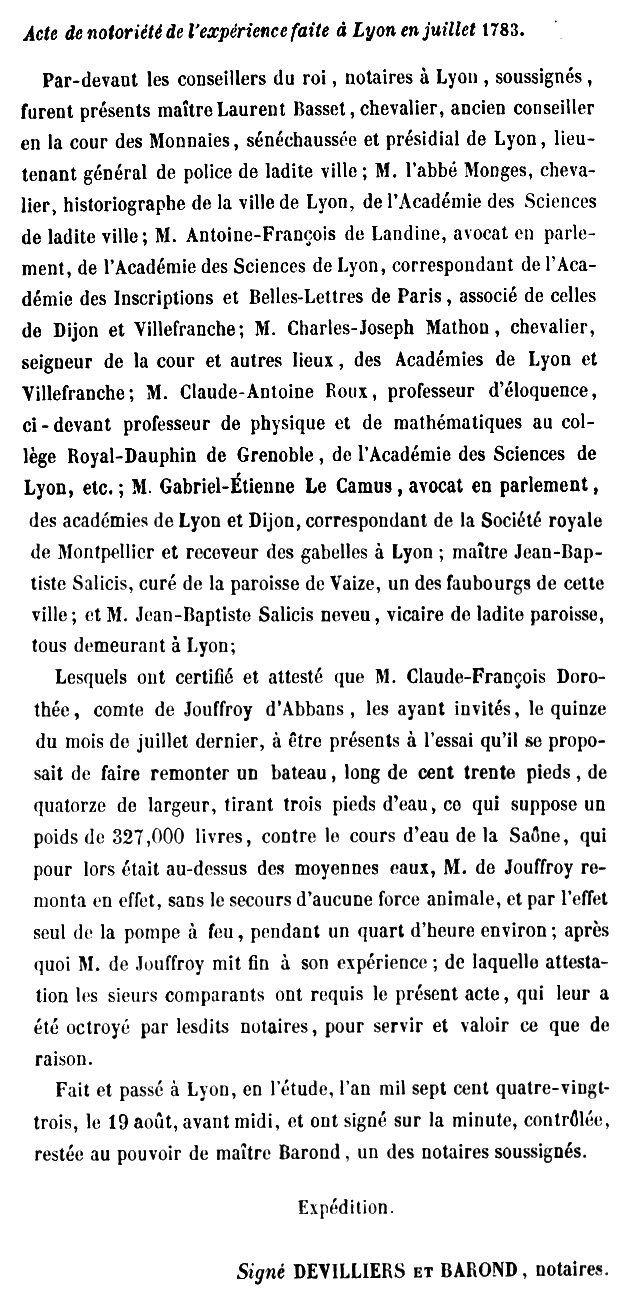
Akte notaris, Lyon, 1783
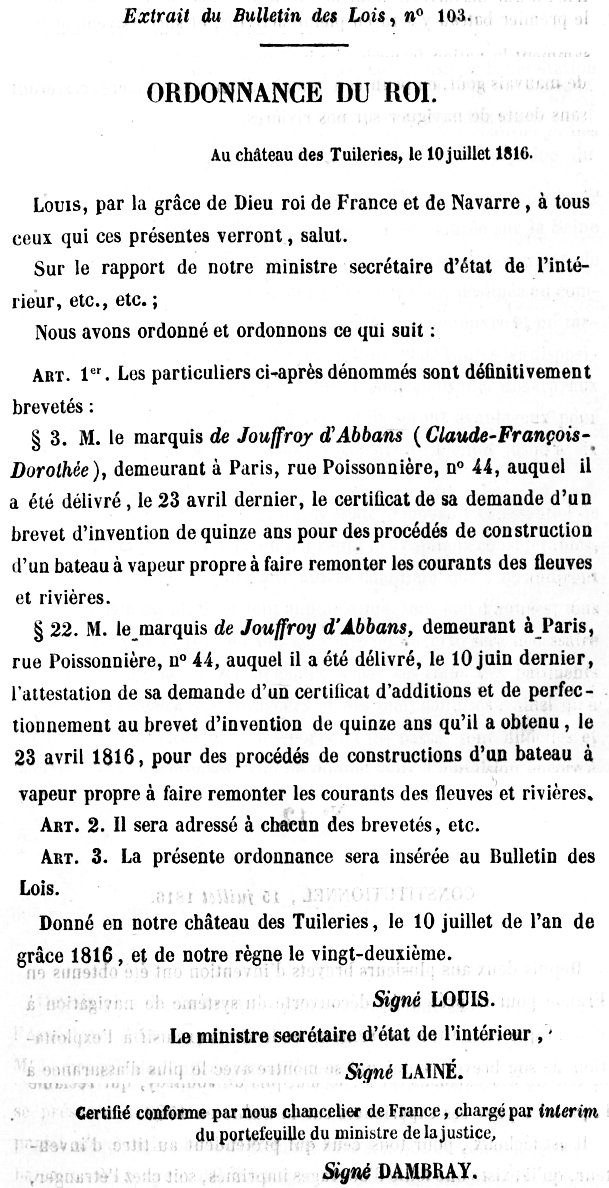
Extrait du bulletin des Lois, nr. 103
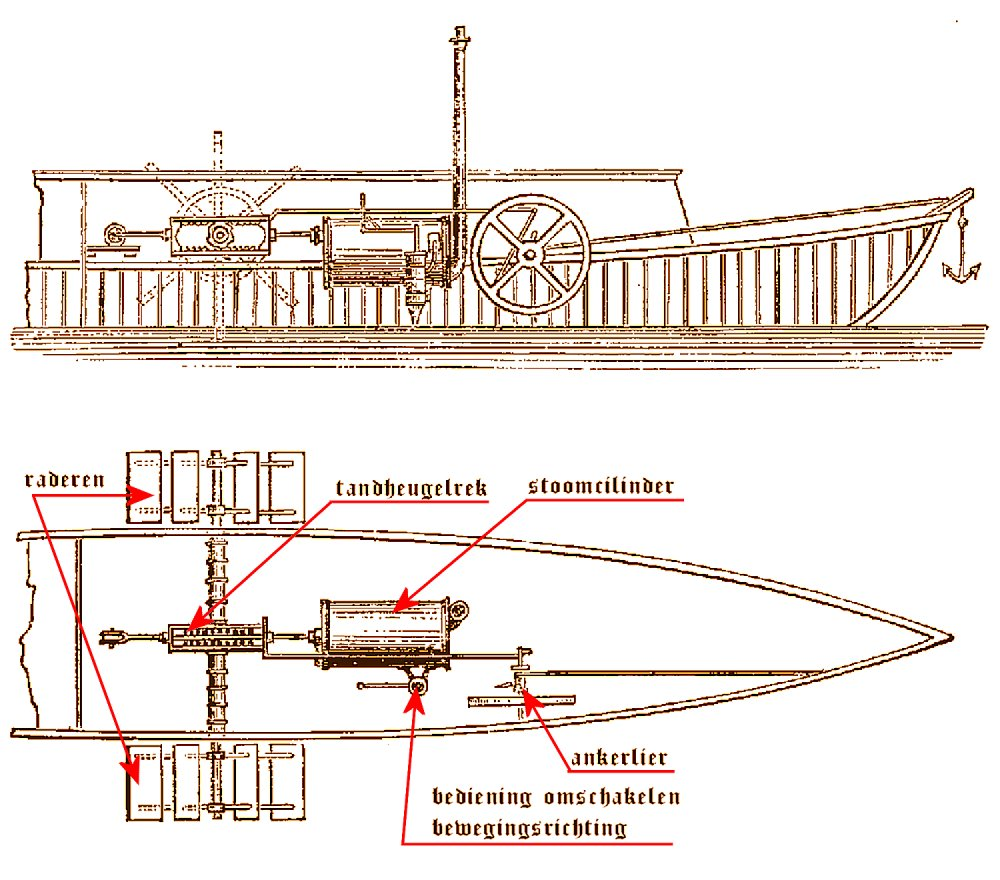
Schema Pyroscaphe Jouffroy
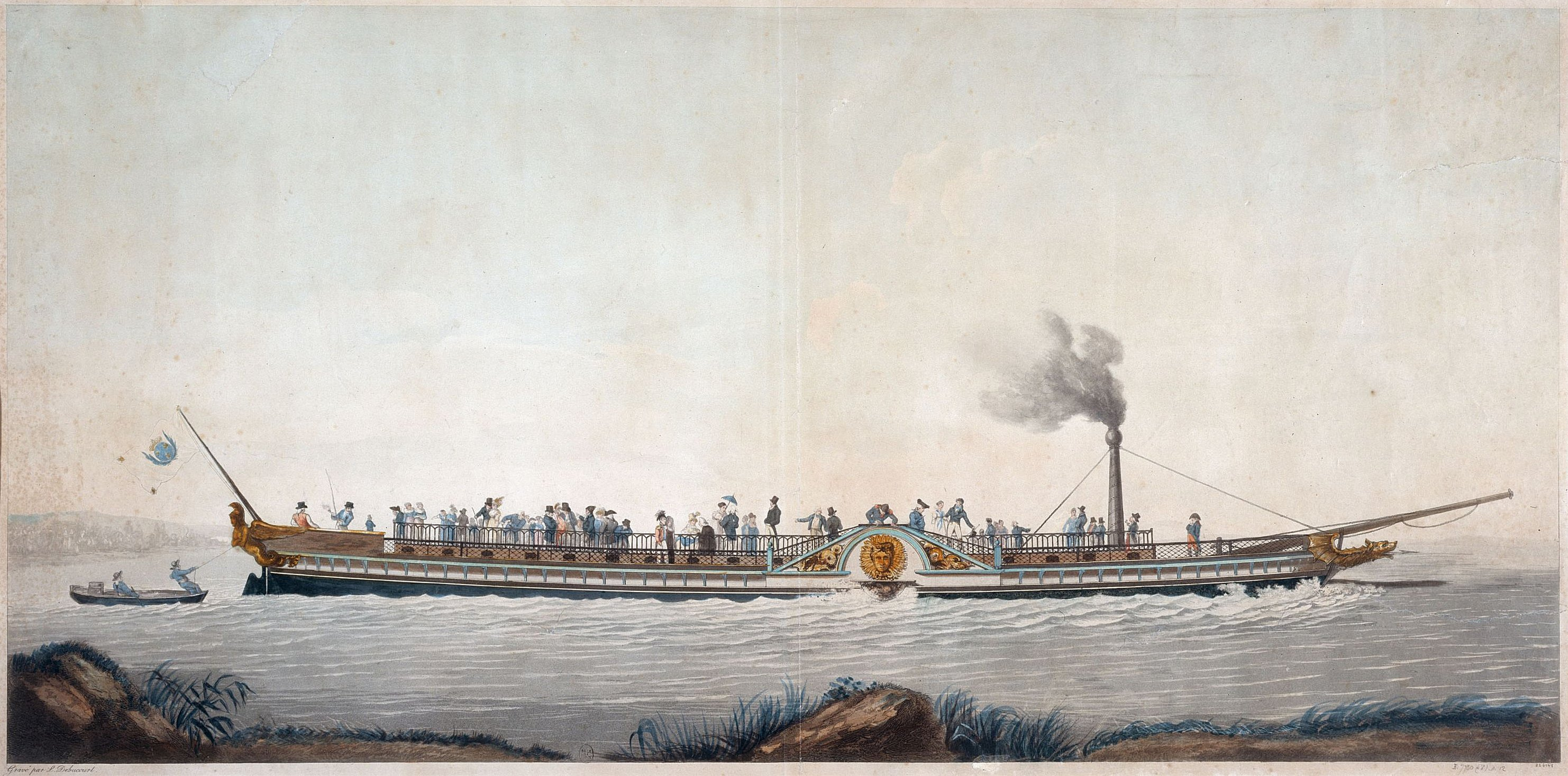
Charles Philippe 20 augustus 1816
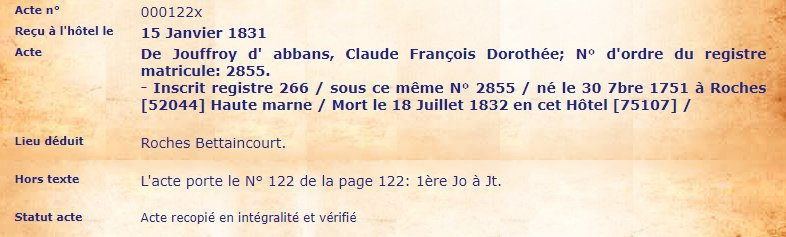
acte Jouffroy, Archives Hotel des Invalides
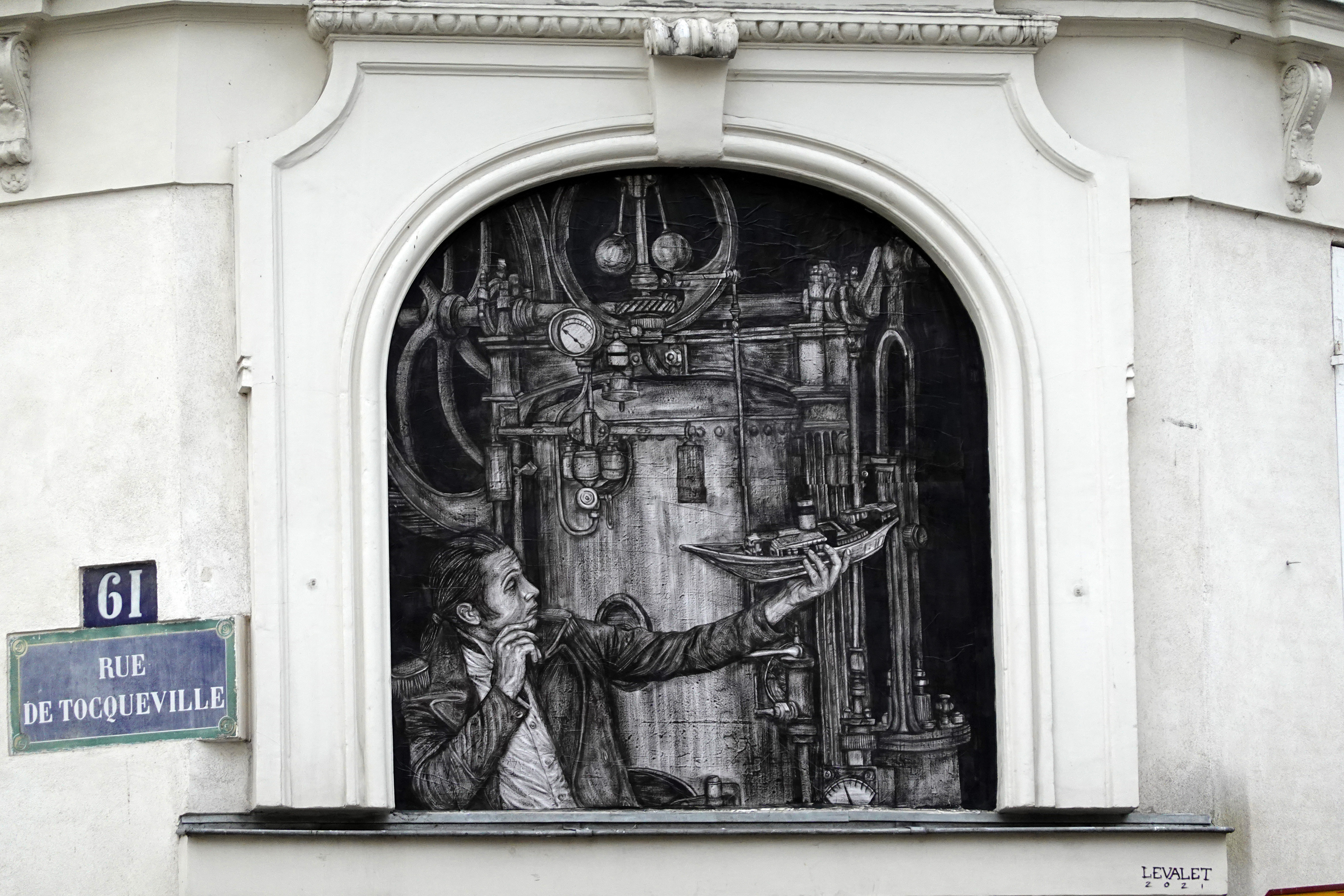
Fresque Jouffroy d'Abbans, rue de Tocqueville-Jouffroy d'Abbans in Paris.
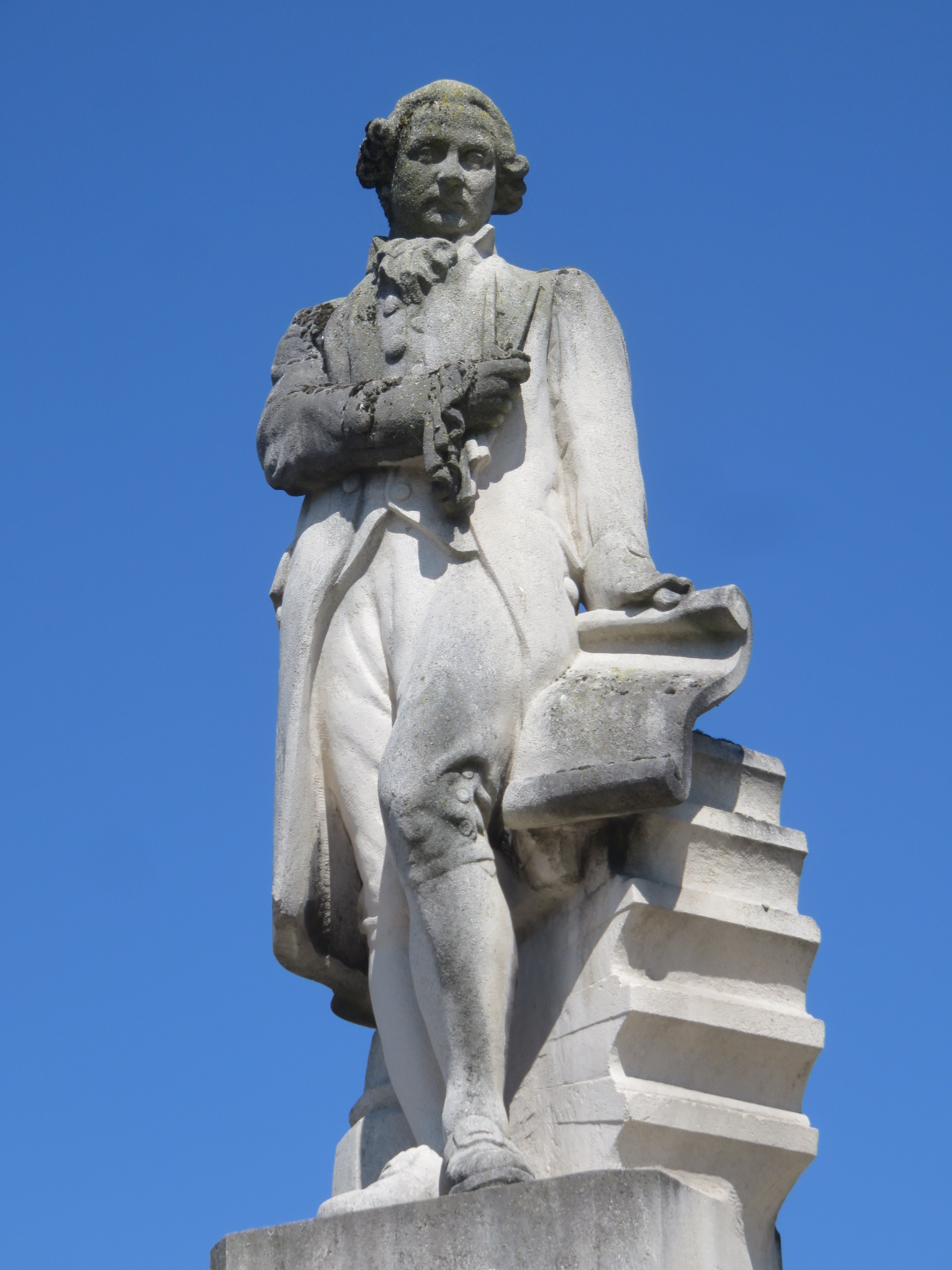
standbeeld in Besancon

## Trivia
- Na een claim van Deblanc (horlogemaker) uit Trévoux voor de uitvinding van een door stoomaangedreven boot verklaarde Robert Fulton dat deze uitvinding noch aan Deblanc noch aan hemzelf maar aan Claude Jouffroy was te danken.
- Ondanks de verklaring van Fulton werd in Amerika, dankzij de ontwikkeling van de raderboten op o.a. de Missisippi, aangenomen dat Fulton de uitvinder van het eerste stoomschip was.[1]
- Op 17 augustus 1784 werd voor hem een standbeeld opgericht in Besancon.
- 2016 was het 200 jaar geleden dat de "Charles PhiLippe" op de Seine voer voor deze gelegenheid werd een postzegel uitgegeven van 1,25 euro.